# Chris Carrawell
Chris Carrawell (* 25. November 1977 in St. Louis) ist ein US-amerikanischer Basketballtrainer und ehemaliger -spieler.

## Werdegang
1996 wechselte Carrawell von der Cardinal Ritter College Prep School aus St. Louis an die Duke University. 1999 errang er mit der Studentenauswahl der Vereinigten Staaten die Goldmedaille bei der Sommeruniversiade in Palma de Mallorca. Carrawell wurde in seinem letzten Spieljahr an der Duke University in der Saison 1999/2000 als bester Spieler der Atlantic Coast Conference ausgezeichnet. Die San Antonio Spurs wählten Carrawell beim NBA-Draftverfahren im Jahr 2000 aus, griffen aber nicht auf die Dienste des Flügelspielers zurück. Er bestritt in der Saison 2000/01 19 Spiele für den italienischen Zweitligisten Pallacanestro Messina und erzielte im Mittel 15,9 Punkte je Begegnung.
Er ging nach seinem ersten Spieljahr als Berufsbasketballspieler in sein Heimatland zurück, stand 2001/02 in Diensten der Mannschaft Asheville Altitude (NBA Development League). Mit Žalgiris Kaunas kam er in der Saison 2002/03 zu Einsätzen in der EuroLeague, im Dezember 2002 trennten sich Carrawell und der litauische Verein.
In der Saison 2003/04 stand er beim deutschen Bundesligisten Brandt Hagen unter Vertrag, Ende Dezember 2003 verließ er die wirtschaftlich angeschlagenen Hagener, die kurze Zeit später zahlungsunfähig waren und sich aus der Bundesliga zurückzogen. Carrawell schloss sich den Sydney Kings an, für die er ab Anfang Januar 2004 in der National Basketball League (NBL) auflief. Für Sydney kam er in 18 NBL-Einsätzen auf einen Durchschnitt von 13,2 Punkten je Begegnung.
Mit den Rochester RazorSharks wurde er 2006 in seinem Heimatland Meister der American Basketball Association (ABA) und erhielt die Auszeichnung als bester ABA-Spieler der Saison 2005/06. Nach einem Abstecher nach Venezuela spielte Carrawell 2006/07 in den Niederlanden, wurde mit Matrixx Magixx Vizemeister und trat danach als Leistungsbasketballspieler zurück.
Carrawell kehrte an die Duke University zurück, war dort ab 2007 in unterschiedlichen Ämtern tätig, übernahm zeitweise Aufgaben in der Mannschaftsleitung, in der Gegnersichtung, war Konditionstrainer und in die Außendarstellung der Sportabteilung der Hochschule eingebunden. Von 2011 bis 2014 war er Assistenztrainer bei der Mannschaft Springfield Armor in der NBA Development League, im April 2014 holte ihn sein früherer Duke-Mitspieler Steve Wojciechowski in den Trainerstab der Marquette University. Dort wurde Carrawell Assistenztrainer. Zur Saison 2018/19 wurde Carrawell Assistenztrainer bei Duke, wurde dadurch Mitarbeiter von Cheftrainer Mike Krzyzewski, unter dem er selbst gespielt hatte. Nach Krzyzewskis Abschied in den Ruhestand blieb Carrawell auch unter dem neuen Cheftrainer Jon Scheyer im Amt.